# Jardín Botánico de Praga

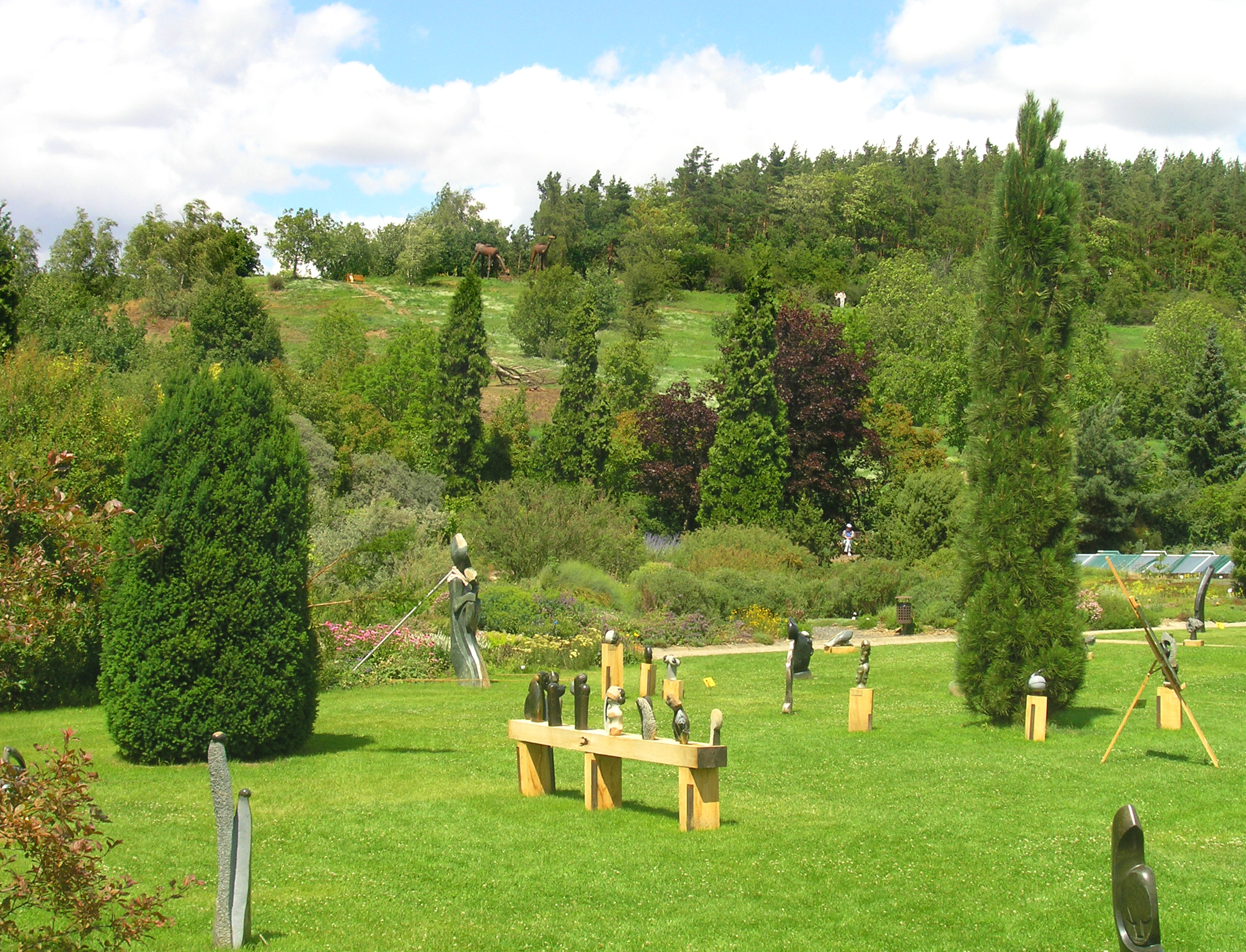
Jardín botánico de Praga.

El Jardín Botánico de Praga (en checo: Botanická zahrada hl. m. Prahy; en eslovaco: Pražská botanická zahrada) es un jardín botánico de 52 ha de extensión y de administración municipal, situado en el "monte Troja" en las afueras de Praga, la capital de la República Checa. 
Es miembro del BGCI, presentando trabajos a la International Agenda for Botanic Gardens in Conservation, su código de identificación internacional como institución botánica, así como las siglas de su herbario es PRAZ. 

## Historia
Fue creado en 1969

## Colecciones
- Jardín Japonés, se considera la sección más atractiva de las exposiciones abiertas al aire libre. Esta parte del jardín botánico invita a todos los visitantes a la tranquilidad y relajación. La selección de plantas y su colocación se ha ajustado para acentuar la armonización de arbustos imperecederos, de coníferas y de árboles de hoja caduca, así como el efecto que producen los cambios del paisaje durante el año. Este jardín se divide en dos zonas. La primera representa el "paisaje con las montañas, los árboles, la corrientes" y la segunda es "la zona del lago". Su dominante es el lago con un islote con forma de tortuga, que es el símbolo de la longevidad. Las agrupaciones de piedras entre la orilla y el islote simbolizan las naves, dirigiéndose al islote y por lo tanto se les denominan como las "piedras de la expectativa de la noche". El tronco del pino, dominando el islote, se refleja en la superficie junto con los grupos de hierbas, iris, bambúes y azaleas. El riachuelo originando arriba en las montañas, su corriente fluye alrededor de las colinas, repentinamente cambiando su ímpetu de cascada en cascada. En su camino se encuentra la "piedra de los rápidos" y en el punto de entrada en el lago, se encuentra situada la "piedra de la entrada". Una parada corta en la pequeña fuente es un símbolo de la limpieza física y espiritual.
- Viña St. Claire, es un monumento nacional

- Plantas perennes y anuales
- Plantas bulbosas
- Colección de Iris
- Colección de peonías

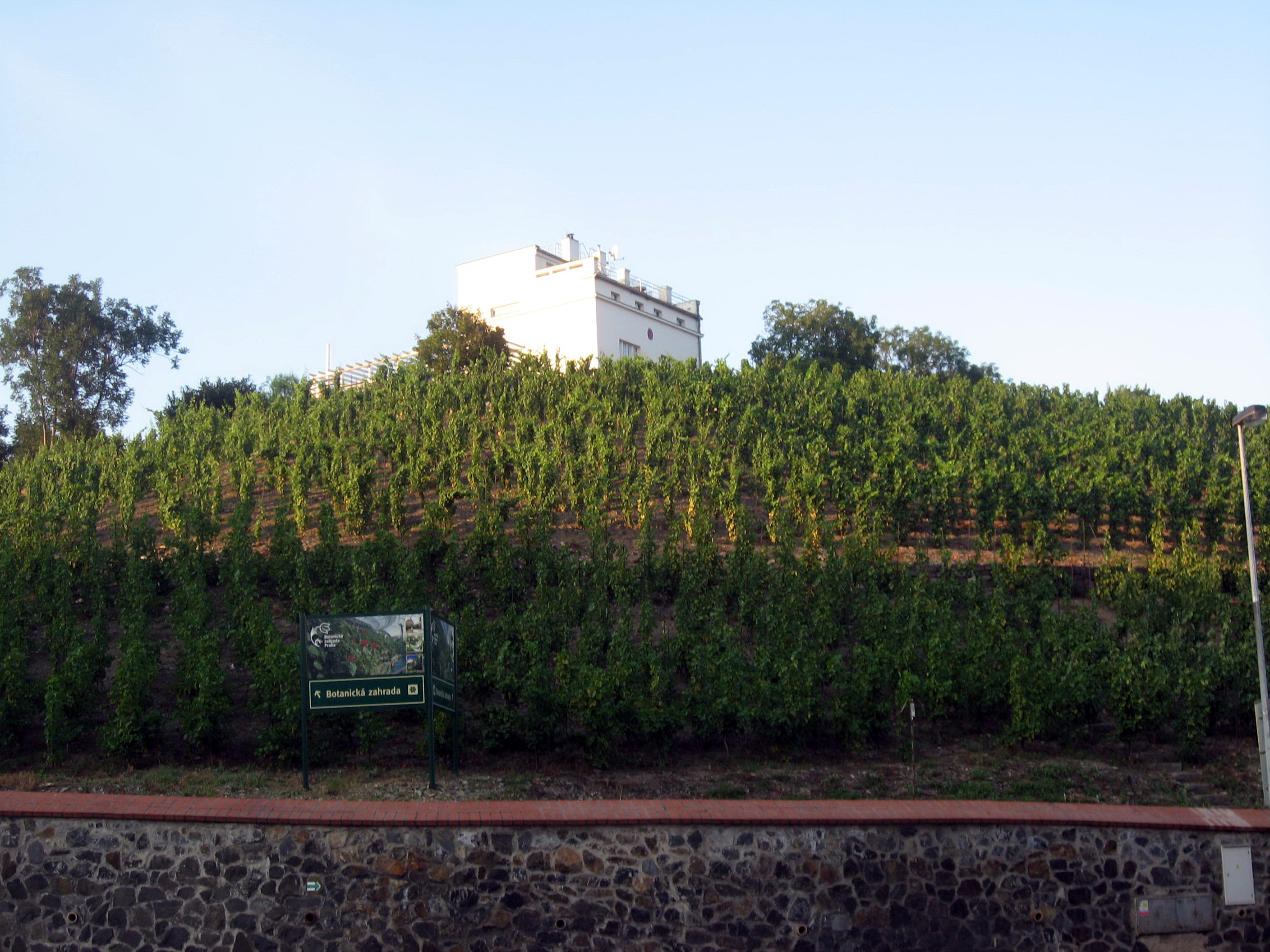
Viña St. Claire, en el monte Troja, Jardín botánico de Praga.

- Plantas mediterráneas, recogidas por las expediciones de campo organizadas por el jardín botánico en 1995 y 1996. Los ejemplos son de plantas de estepas, de los semidesiertos y de los pastos de zonas rocosas. Se distribuyen por la ladera contigua al jardín japonés.
- Casa de plantas alpinas, con cuatro apartados; con una colección de orquídeas de climas templados con especies de los géneros Pleione, Calanthe y Bletilla procedentes del sureste de Asia; con flora mediterránea representada con plantas procedentes de Creta y Mallorca; cerca de la cascada hay algunos ejemplos de plantas carnívoras; flora de Nueva Zelanda y Australia representada por hierbas de la familia Compositae y arbustos del género Hebe.
- Invernaderos "Fata Morgana"

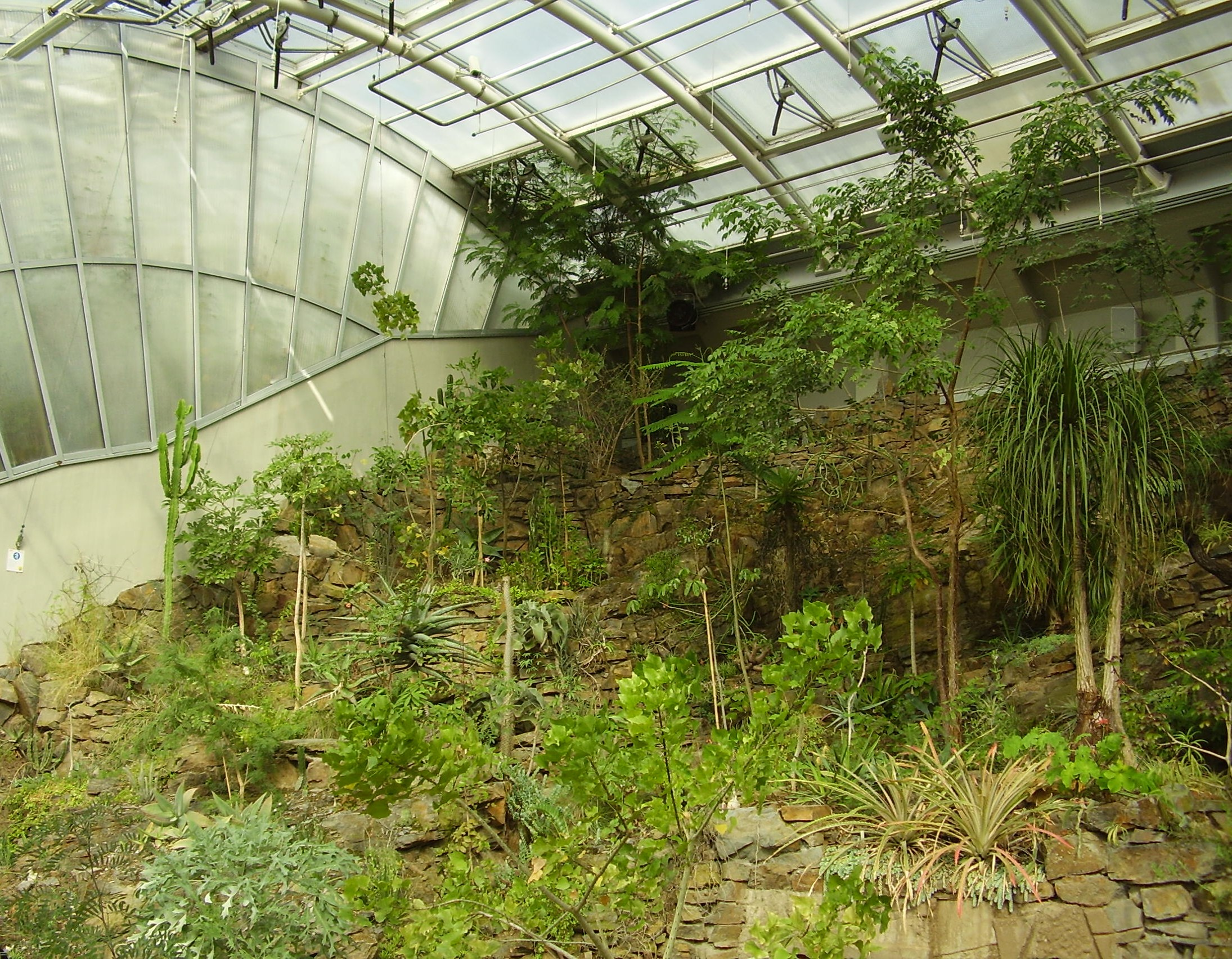
Invernaderos Fata Morgana.

- - Colección de cactus resistentes a los inviernos
  - Colección de bambús resistentes a los inviernos
- Herbario

## Actividades
- Micropropagación de tejidos para cultivo de plantas
- Programa de mejora de plantas medicinales
- Programa de conservación de plantas "Ex Situ"
- Programas de conservación de ecosistemas
- Programas de conservación de plantas amenazadas o en peligro
- Horticultura
- Index Seminum